# Anna Pstuś
Anna Pstuś (ur. 15 kwietnia 1957) – polska lekkoatletka, specjalizująca się w skoku wzwyż i w skoku w dal, mistrzyni, reprezentantka Polski i rekordzistka Polski.

## Kariera sportowa
Była zawodniczką Wawelu Kraków.
W 1975 została mistrzynią Polski seniorek na otwartym stadionie w skoku wzwyż, wyrównując wynikiem 1,80 rekord Polski w skoku wzwyż, należący od 25 lipca 1971 do Danuty Hołowińskiej.
Na halowych mistrzostwach Polski seniorek zdobyła dwa medale, oba w skoku wzwyż: złoty w 1976 i brązowy w 1975.
W 1975 wystąpiła na mistrzostwach Europy juniorów, zajmując 7. miejsce w skoku w dal, z wynikiem 6,00 i 8. miejsce w skoku wzwyż, z wynikiem 1,73. 
Rekord życiowy w skoku wzwyż: 1,80 (27.06.1975) - w chwili uzyskania wyrównany rekord Polski, w skoku w dal: 6,24 (14.09.1975).